# Menchum (rivière)
Pour les articles homonymes, voir Menchum (homonymie).
La Menchum est une rivière qui, avec ses affluents, draine une large surface de la Région du Nord-Ouest du Cameroun. C'est un affluent de la rivière Bénoué au Nigeria.

## Géographie
Les rivières Menchum, Donga et Katsina Ala coulent toutes vers l'ouest de la Région du Nord-Ouest pour rejoindre la Bénoué au Nigeria.
La Menchum descend des monts Oku-Kom, à 2 400 mètres autour du lac Oku, jusqu'à environ 800 mètres près de Mbonkissu à l'ouest de Fundong. La région montagneuse, formé par l'action volcanique, est découpée par des vallées abruptes creusées par les cours d'eau rapides.

## Potentiel hydroélectrique
La Menchum coule, à environ 20 km au sud de Wum et à 30 km au nord de Bafut. Elle possède un important potentiel touristique. Cependant, la route d'accès est très accidenté, et le site d'observation n'est pas entretenu.
Un guide 2003 décrit la route comme étant presque impraticables en saison des pluies.
Le 7 septembre 2009, Agreenergy et le Gouvernement du Cameroun ont signé un Mémorandum d'Entente pour un projet de construction d'un barrage hydroélectrique de 90 MW sur la rivière. En dehors de l'acheminement de l'électricité et de l'emploi, le projet impliquerait le revêtement de la route.
Le 8 décembre 2010, le président camerounais Paul Biya a annoncé des plans pour construire un barrage sur les chutes de la Menchum.

## Enjeu
Dans le contexte de la crise anglophone, les chutes de la Menchum constituent un enjeu stratégique. Les séparatistes en lutte pour l'indépendance des régions anglophones du Nord-Ouest et du Sud-Ouest envisagent, après leur victoire, d'endiguer les chutes, non seulement pour l'autosuffisance en électricité de leur nouvel État, mais aussi pour l'exporter vers le Cameroun et le Nigeria.

## Environnement
Les sols volcaniques riches dans les hauts plateaux ont attiré les agriculteurs et les éleveurs. Il en résulte des érosions de sols, et la zone devient vulnérable.
La vallée est basse et couverte de forêts équatoriales.
Les forêts sont défrichées pour leur bois. Les prairies de pâturage créées sont soumises à l'érosion sur ses pentes.
Des efforts sont faits pour la reforestation de la vallée.

## Géographie
Il coule du Lac Oku (6° 11′ 34″ N, 10° 27′ 14″ E) vers le sud.

### Cours
Le bassin est dominé au nord par le Massif d'Oku (3 008 m) et à l'ouest par les Monts de Bamenda.
La Menchum a une direction générale SSE-NNW.
Son haut-bassin comprend deux branches principales se rejoignant près de Mbengwi ; l’une, l’Abi, draine Bali et les versants nord des monts Bamboutos et prend sa source vers 2 168 m ; l’autre, la Mezam ou Machu - ce deuxième nom laissant supposer que la Mezam constitue la haute Menchum - prend sa source au pied du Mt Neshele 2 621 m et de ses deux lacs de cratère, les lacs Bambili dans le massif du Lefo.
Dans ce haut-bassin, chaque escarpement est l’occasion de cascades, chutes qui tarissent généralement en saison sèche. Après avoir drainé le plateau Bafut, la Menchum rejoint rapidement la vallée. La pente est très forte et les rapides nombreux. La Menchum perd 520 m d’altitude en 22 km (24 %).
Elle reçoit alors trois affluents principaux en rive droite, la Movum, le Mugom et la Joaka augmentée de la Mete ; ces cours d’eau drainent la partie occidentale du Massif de l’Oku, des monts de Bamenda au nord du col de Sabga et du plateau de Kom, de Bambui à Njinikom et Fundong.
Entre 600 et 550 m d’altitude, la vallée de la Menchum s’élargit ; ses alluvions sont riches et d’anciens méandres ont permis la mise en œuvre de techniques simples de maîtrise de l’eau ayant servi à la création d’aménagements rizicoles remarquables.
Peu après Gouri, à 75 km de sa source, la Menchum franchit un ressaut de 45 m de hauteur en une chute très spectaculaire (site hydro-électrique d’htoufi).
La vallée s’encaisse pratiquement jusqu’à la frontière nigériane où la cote 190 m est atteinte après une succession de rapides.
La Menchum sert alors de frontière commune entre les deux pays avant de rejoindre la Katsena.

### Sols
Les sols sont essentiellement ferrallitiques ; sur basaltes ou cendres ils sont particulièrement fertiles notamment dans la région de Bamenda et Wum ; des sols hydromorphes faiblement organiques à gley dans la vallée de la Menchum conviennent au développement rizicole.
Dans les basses plaines peu habitées de la Menchum et de la Katsena et dans la région d’Akwaya, la forêt est en parfaite continuité avec celle du bassin de la Cross-River ; c’est la forêt dense humide semi-décidue qui a été largement décrite dans des chapitres précédents.

## Hydrométrie et navigabilité
Superficie du bassin : 2 240 km2. Le fleuve n'est pas navigable sur toute sa longueur. Il connait par exemple la présence de chutes telle les chutes de la Menchum sur son parcours.
La Menchum a dans l'ensemble un profil à forte pente et son cours présente de nombreuses chutes et rapides dans les régions à forts reliefs de l'ouest Cameroun.
Un projet de barrage sur la Menchum est lancé par les autorités du Cameroun. Le 7 septembre 2009, le gouvernement du Cameroun a signé un protocole d'accord pour un projet de construction d'un barrage et de centrale hydroélectrique de 90 MW sur la rivière. En plus de fournir de l'électricité et des emplois, le projet impliquerait la réfection de la route.

## Activités

### Histoire
...

### Tourisme
Le fleuve se prête à des activités de type kayak, et est transfrontalier. Son parcours offre un autre angle de vue sur les paysages escarpés du grand ouest camerounais.
Les chutes de la Menchum, à environ 20 km au sud de Wum et à 30 km au nord de Bafut, sont impressionnants. La route d'accès est très difficile, et le site d'observation est mal entretenu.